# Nikon D50
Nikon D50 er et udgået digitalt spejlreflekskamera med 6.1 megapixels.

## Historie
Nikon lancerede kameraet sammen med storebroderen Nikon D70s den 20. april 2005.
Kameraet var tiltænkt førstegangskøbere af spejlreflekskameraer, og havde en brugervenlig menu,
forenklede kontroller i forhold til D70 og D70s. Der var tre typer kits til salg:
- Kamerahus alene
- Kit med 18-55mm objektiv
- Kit med 18-55mm objektiv og 55-200mm objektiv

Kameraet blev og bliver stadigt betragtet som en budgetversion af de to storebrødre D70 og D70s,
men mange professionelle fotografer sætter pris på kameraet som back-up.
Ligeledes har anerkendte sider såsom Digital Photography Review.
I 2006 blev kameraet udskiftet med D40. 

## Specifikationer
| Megapixels           | 6.1 Effektive                  |
| ISO følsomhed        | 200-1600                       |
| Vægt (kun kamerahus) | 540 gram                       |
| Lukkertider          | 30 sekunder til 1/4000 sekund. |